# Henry Dundas Trotter
Pour les articles homonymes, voir Dundas et Trotter.
Henry Dundas Trotter (Dreghorn, 19 septembre 1802-Londres, 14 juillet 1859) est un navigateur et explorateur britannique.

## Biographie
Il entre dans la Royal Naval Academy en 1815 à Portsmouth et navigue dès 1818 sur l'Ister à destination des indes orientales. Il participe alors à des opérations contre des pirates sous les ordres de Francis Augustus Collier (en).
Lieutenant par intérim (1821) puis Lieutenant (1823), il voyage aux indes occidentales et est loué par son capitaine pour son rôle dans la capture de pirates à l'île de la Jeunesse. Nommé commandant (1826), il dirige de 1830 à 1834 une expédition navale sur la côte Ouest de l'Afrique.
En 1840, Capitaine de l'Albert, il commande une expédition sur le Niger (Niger expedition of 1841 (en)) et remonte le fleuve avec William Allen et Thomas Richard Heywood Thomson pour y conclure des traités commerciaux (1841-1842).
Au retour de l'expédition, il lui est proposé de devenir Gouverneur de la Nouvelle-Zélande (1843), de diriger une expédition dans l'Arctique (1844) et de commander la marine indienne mais, en raison de son état de santé, il décline toutes ces offres. Il participe néanmoins à la guerre de Crimée puis sert pendant trois ans comme commodore au cap de Bonne-Espérance avant d'obtenir le 19 mars 1857, le grade de Rear admiral.
Mort subitement à Londres, il est inhumé au cimetière de Kensal Green.